# Firo and Klawd
Firo and Klawd est un jeu vidéo de plates-formes développé par Interactive Studios et édité par BMG Interactive, sorti en 1996 sur Windows et PlayStation.

## Accueil
- PC Team : 92 %[1]